# You May Kiss the Bride
You May Kiss the Bride est un groupe turc de post-hardcore, originaire d'Istanbul. Formé en 2011, le groupe sort son premier EP la même année.

## Histoire
You May Kiss the Bride est formé en 2011, et son nom s'inspire de la phrase « Now, you may kiss the bride » (« vous pouvez embrasser la mariée ») qu'on peut entendre dans les films. Le 11 novembre 2011, ils sortent leur premier EP Embracing What We Are. À la suite de l'EP, ils rejoignent le mouvement Punk Goes Pop, assez courant dans le style du groupe, et reprennent la chanson Take It Off de Ke$ha. Cette reprise est visionnée environ 200 000 fois sur YouTube par différentes chaînes. Par la suite, ils donnent des concerts sur de nombreuses scènes, et se produisent avec Memphis May Fire à Ankara le 4 novembre 2012. Après ce concert, ils signent un contrat de distribution avec l'agence de booking américaine Monolith Management. Le groupe attire l'attention du label américain Matchless Records, et y sort son EP suivant, The Wretched Part I. Cet album est vendu par le biais de médias numériques (iTunes). En avril 2014, le groupe effectue la tournée Kiss&Get Tour en Turquie, en Russie, en Ukraine et en Biélorussie et attire une grande attention en Europe.
Le 8 septembre 2014, ils sortent leur premier clip, Enough Is Enough. Ils sortent ensuite leur deuxième clip, Money, en avril 2015. Entre temps, lors de la compétition Battle of the Bands organisée pour le festival Groezrock, l'un des principaux festivals de rock au monde, le groupe est sélectionné dans les 30 derniers par un vote du jury parmi des milliers de groupes, et joue avec des groupes notoires du genre tels que Suicide Silence, The Ghost Inside, While She Sleeps, Carnifex, Whitechapel et Atreyu.
Le groupe annonce le 23 janvier 2016 qu'il sortirait un single intitulé Bensiz Bir Sen, un projet de duo avec Fatma Turgut, la chanteuse de Model, et qu'il avait signé avec Doğan Music Company (DMC), l'une des principaux labels de Turquie. Le 3 février 2016, leur single Bensiz Bir Sen sort avec un clip réalisé par Murad Küçük. Le 6 février 2016, le groupe fait la promotion de son nouveau single en tant qu'invité de Dada Dandinista sur Star TV, animé par Okan Bayülgen. Après la sortie du clip, il attire l'attention dans les médias imprimés tels que de nombreux journaux et magazines. Le 24 mars 2016, le groupe est invité à l'émission Genç-İz de Dream TV et y annonce son nouvel album.

## Discographie
- 2011: Embracing What We Are (EP)
- 2012: Take It Off (Ke$ha Cover) (single)
- 2012: Killing You (single)
- 2013: The Wretched (EP)
- 2015: Enough Is Enough (single)
- 2015: Money (single)
- 2016: Bensiz Bir Sen (single)
- 2016: Artık Ben Yokum (single)
- 2017: Ghost (single)
- 2022: Zehirli Dudaklar (single)
- 2022: Elveda (single)
- 2023: Sen Yoksun (single)
- 2023: Yarım Kalan Düşler (single)